# Tour D2
Tour D2  är en skyskrapa i La Défense i Paris storstadsområde, Frankrike. Byggnaden är 171 meter och 37 våningar hög.
Tornet var färdigt december 2014. Invigningen ägde rum den 27 januari 2015. Det vann ArchiDesignClub Award 2015 i kategorin kontor och ny detaljhandel.